# Nena (Album)
Nena ist das erste Studioalbum der deutschen Popgruppe Nena und zugleich der Name der zugehörigen Tour. Das im Januar 1983 veröffentlichte Album enthielt den Hit 99 Luftballons, der Ende 1983 in die US-amerikanischen Charts einstieg und dort im März 1984 als erster deutschsprachiger Titel Platz zwei erreichte.

## Hintergrund
Das Album wurde im Spliff Studio, dem Studio der Formation Spliff, in Berlin aufgenommen. Als Produzenten wurden die beiden Spliff-Musiker Manfred Praeker und Reinhold Heil verpflichtet, Heil produzierte auch die beiden folgenden Nena-Alben, ? (Fragezeichen) und Feuer und Flamme. Das Cover fotografierte Jim Rakete, der gleichzeitig Manager der Band war.
Es wurden drei Singles ausgekoppelt, nämlich das 1982 vorab veröffentlichte Nur geträumt, sowie 1983 99 Luftballons und Leuchtturm.

## Titelliste
| #  | Titel               | Autor(en)                                               | Produzent(en)                | Länge |
| -- | ------------------- | ------------------------------------------------------- | ---------------------------- | ----- |
| 1  | Kino                | Rolf Brendel                                            | Reinhold Heil, Manne Praeker | 2:39  |
| 2  | Indianer            | Carlo Karges                                            | Reinhold Heil, Manne Praeker | 3:14  |
| 3  | Vollmond            | Carlo Karges                                            | Reinhold Heil, Manne Praeker | 3:00  |
| 4  | Nur geträumt        | Jörn-Uwe Fahrenkrog-Petersen, Nena Kerner, Rolf Brendel | Reinhold Heil, Manne Praeker | 3:37  |
| 5  | Tanz auf dem Vulkan | Nena Kerner, Carlo Karges, Jürgen Dehmel                | Reinhold Heil, Manne Praeker | 3:15  |
| 6  | 99 Luftballons      | Jörn-Uwe Fahrenkrog-Petersen, Carlo Karges              | Reinhold Heil, Manne Praeker | 3:49  |
| 7  | Zaubertrick         | Jörn-Uwe Fahrenkrog-Petersen, Rolf Brendel              | Reinhold Heil, Manne Praeker | 4:14  |
| 8  | Einmal ist keinmal  | Manne Praeker                                           | Reinhold Heil, Manne Praeker | 2:42  |
| 9  | Leuchtturm          | Jörn-Uwe Fahrenkrog-Petersen, Nena Kerner               | Reinhold Heil, Manne Praeker | 3:14  |
| 10 | Ich bleib’ im Bett  | Carlo Karges                                            | Reinhold Heil, Manne Praeker | 2:40  |
| 11 | Noch einmal         | Carlo Karges                                            | Reinhold Heil, Manne Praeker | 3:55  |
| 12 | Satellitenstadt     | Carlo Karges, Jürgen Dehmel                             | Reinhold Heil, Manne Praeker | 4:32  |

## Kommerzieller Erfolg

### Chartplatzierungen
99 Luftballons stieg im Dezember 1983 in die US-Single-Charts ein und erreichte am 3. März 1984 Platz 2 der Hitliste. Nena wurde 1983 mit einer Goldenen Schallplatte sowie einer Platin-Schallplatte ausgezeichnet. In Deutschland belegte das Album Platz eins der Charts, wo es sich neun Wochen halten konnte. Auch 99 Luftballons erreichte die Spitzenposition der deutschen Charts, Nur geträumt und Leuchtturm jeweils Platz zwei.
| ChartsChartplatzierungen | Höchstplatzierung | Wochen |
| ------------------------ | ----------------- | ------ |
| Deutschland (GfK)        | 1 (43 Wo.)        | 43     |
| Österreich (Ö3)          | 1 (33 Wo.)        | 33     |
| Schweiz (IFPI)           | 20 (1 Wo.)        | 1      |

| ChartsJahrescharts (1983) | Platzierung |
| ------------------------- | ----------- |
| Deutschland (GfK)         | 1           |
| Österreich (Ö3)           | 2           |

### Auszeichnungen für Musikverkäufe
| Land/Region        | Auszeichnungen für Musikverkäufe (Land/Region, Auszeichnung, Verkäufe) | Verkäufe |
| ------------------ | ---------------------------------------------------------------------- | -------- |
| Deutschland (BVMI) | Platin                                                                 | 500.000  |
| Frankreich (SNEP)  | Gold                                                                   | 100.000  |
| Japan (RIAJ)       | Platin                                                                 | 200.000  |
| Niederlande (NVPI) | Platin                                                                 | 100.000  |
| Insgesamt          | 1× Gold · 3× Platin ·                                                  | 900.000  |